# Huapanal de Lequeitio
Huapanal de Lequeitio är en ort i Mexiko.   Den ligger i kommunen San Felipe och delstaten Guanajuato, i den centrala delen av landet, 300 km nordväst om huvudstaden Mexico City. Huapanal de Lequeitio ligger 1 889 meter över havet och antalet invånare är 197.
Terrängen runt Huapanal de Lequeitio är kuperad åt sydost, men åt nordväst är den platt. Runt Huapanal de Lequeitio är det ganska glesbefolkat, med 24 invånare per kvadratkilometer. Närmaste större samhälle är Villa de Reyes, 16,1 km norr om Huapanal de Lequeitio. Omgivningarna runt Huapanal de Lequeitio är i huvudsak ett öppet busklandskap.